# Amaranth
"Amaranth" é o décimo sexto single da banda finlandesa de metal sinfônico Nightwish, que foi lançado como parte do álbum Dark Passion Play em 22 de agosto de 2007 pela Nuclear Blast. O líder da banda, Tuomas Holopainen, foi originalmente contra a escolha de "Amaranth" como single pois não achava que a canção representasse bem o álbum como um todo.
O single inclui ainda a faixa "While Your Lips Are Still Red", escrita por Holopainen para a trilha musical do filme finlandês Lieksa!, de 2007. Assim como "Eva", a canção vazou na Internet antes de seu lançamento oficial em agosto de 2007. O single ainda traz a canção "Reach", que é nada mais que a versão demo de "Amaranth", inteiramente cantada por Marco Hietala e gravada em 2006, antes da escolha de Anette Olzon como nova vocalista da banda.
"Amaranth" ganhou Disco de Ouro na Finlândia dois dias após seu lançamento, mantendo-se durante nove semanas no topo das paradas do país (cerca de dois meses), além de também debutar em primeiro lugar na Hungria, Noruega e Espanha.

## Vídeo musical

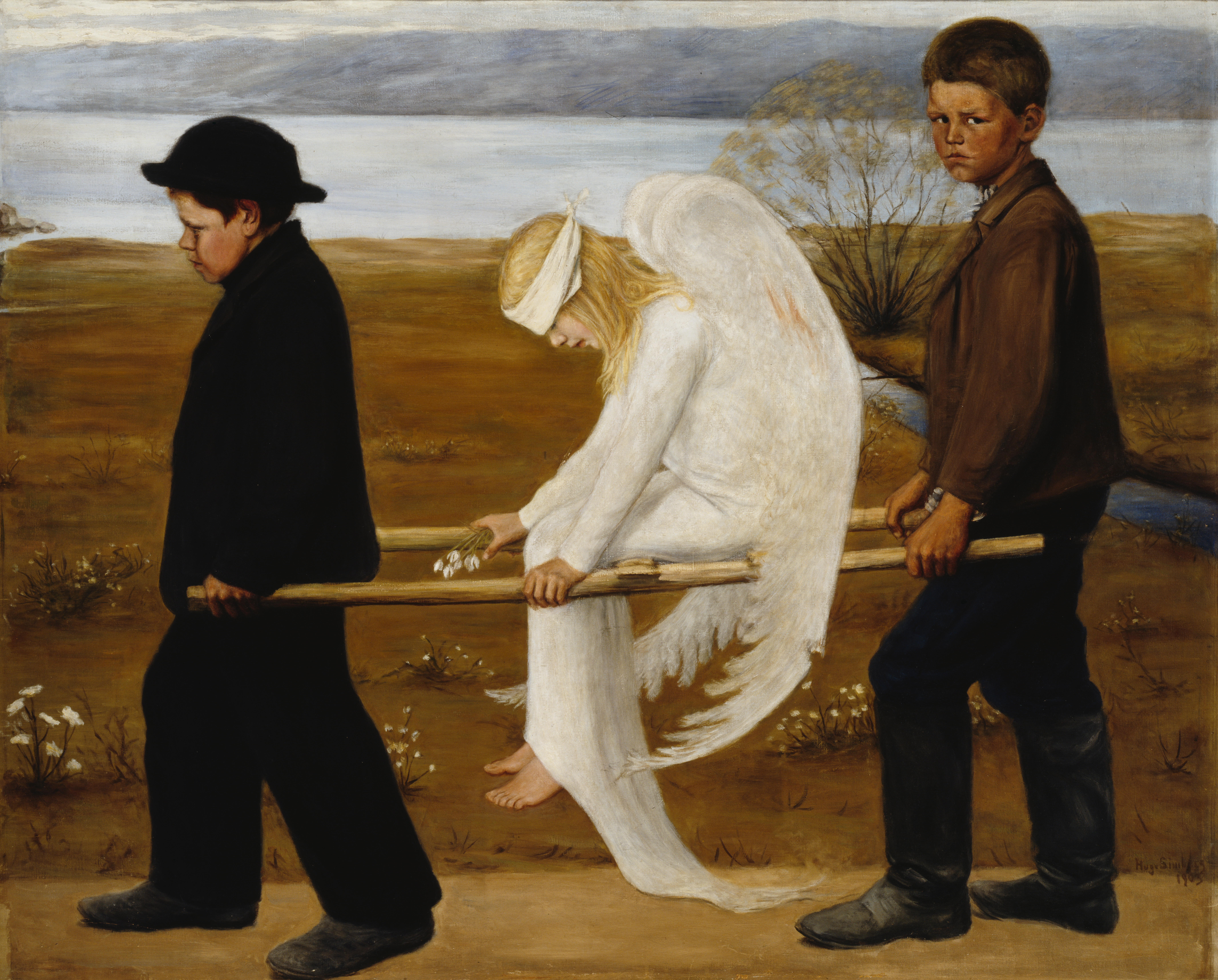
A pintura The Wounded Angel, de Hugo Simberg, inspirou o vídeo da canção.

"Amaranth" foi a primeira canção de Dark Passion Play a possuir videoclipe, sucedida por "Bye Bye Beautiful" (2008). Em junho de 2007, Anette Olzon disse que o vídeo havia sido inspirado pela pintura The Wounded Angel, de Hugo Simberg, uma obra do século XX.
O videoclipe possui uma narrativa sobre um pai e filho que encontram um anjo cego e caído nas margens de um rio enquanto pescavam. Os dois colocam o anjo em cima de uma espécie de maca improvisada e o carregam para casa. Na cabana deles o anjo acorda e uma gota de sangue cai do olho dele na mão do garoto, que se fecha. Quando isso acontece, os aldeões, temendo que o anjo fosse ligado a Lúcifer (que também caiu do céu), invadem a casa, retiram o garoto e incendeiam o lugar, porém o anjo consegue fugir.
A banda também aparece tocando durante o vídeo. A gravadora do Nightwish, Nuclear Blast, disponibilizou o vídeo oficialmente em seu canal no YouTube em 8 de agosto de 2007, e até então ele contabiliza cerca de 90 milhões de acessos (dezembro de 2016).

## Faixas
| N.º            | Título                          | Compositor(es)    | Duração |  |
| 1.             | "Amaranth"                      | Tuomas Holopainen | 3:53    |  |
| 2.             | "Reach"                         | Holopainen        | 3:53    |  |
| 3.             | "Eva" (versão orquestral)       | Holopainen        | 4:24    |  |
| 4.             | "While Your Lips Are Still Red" | Holopainen        | 4:19    |  |
| Duração total: | Duração total:                  | Duração total:    | 16:59   |  |

## Desempenho nas paradas
"Amaranth" é o single do Nightwish que mais se destacou nas paradas da Finlândia, com 21 semanas de colocação, entretanto, é o segundo em questão de vendas, pois tem Disco de Platina com 12 mil cópias comercializadas contra 13 mil cópias de "Nemo", single de 2004. "Amaranth" ainda passou três semanas no topo das paradas da Espanha (num total de 14 semanas), e passou 13 semanas nas paradas suecas, chegando ao 13º lugar.
No Reino Unido, o single também chegou ao topo das paradas de rock e conseguiu alcançar a 120ª posição na parada oficial de singles britânicos, além de ter sido listado pela conceituada revista Billboard em 25º lugar na lista dos 100 singles mais vendidos na Europa em 2007, o que faz dele o single de maior sucesso do Nightwish internacionalmente.
| País          | Parada (2007)            | Melhor posição |
| ------------- | ------------------------ | -------------- |
| Alemanha      | Media Control Charts     | 15             |
| Austrália     | ARIA Charts              | 38             |
| Áustria       | Ö3 Austria Top 40        | 30             |
| Dinamarca     | Hitlisten                | 4              |
| Espanha       | Promusicae               | 1              |
| Europa        | European Hot 100 Singles | 25             |
| Finlândia     | Suomen virallinen lista  | 1              |
| França        | SNEP                     | 62             |
| Grécia        | IFPI Ελλάδα              | 4              |
| Hungria       | Mahasz                   | 1              |
| Noruega       | VG-lista                 | 1              |
| Países Baixos | Dutch Charts             | 47             |
| Reino Unido   | UK Rock Chart            | 1              |
| Reino Unido   | UK Indie Chart           | 5              |
| Reino Unido   | UK Singles Chart         | 120            |
| Suécia        | Svensktoppen             | 13             |
| Suíça         | Schweizer Hitparade      | 14             |

## Créditos
A seguir estão listados os músicos e técnicos envolvidos na produção do single "Amaranth":

### A banda
- Tuomas Holopainen – teclado
- Emppu Vuorinen – guitarra
- Jukka Nevalainen – bateria, percussão
- Marco Hietala – baixo, vocais
- Anette Olzon – vocais